# Lista de singles número um na Billboard Hot 100 em 2011

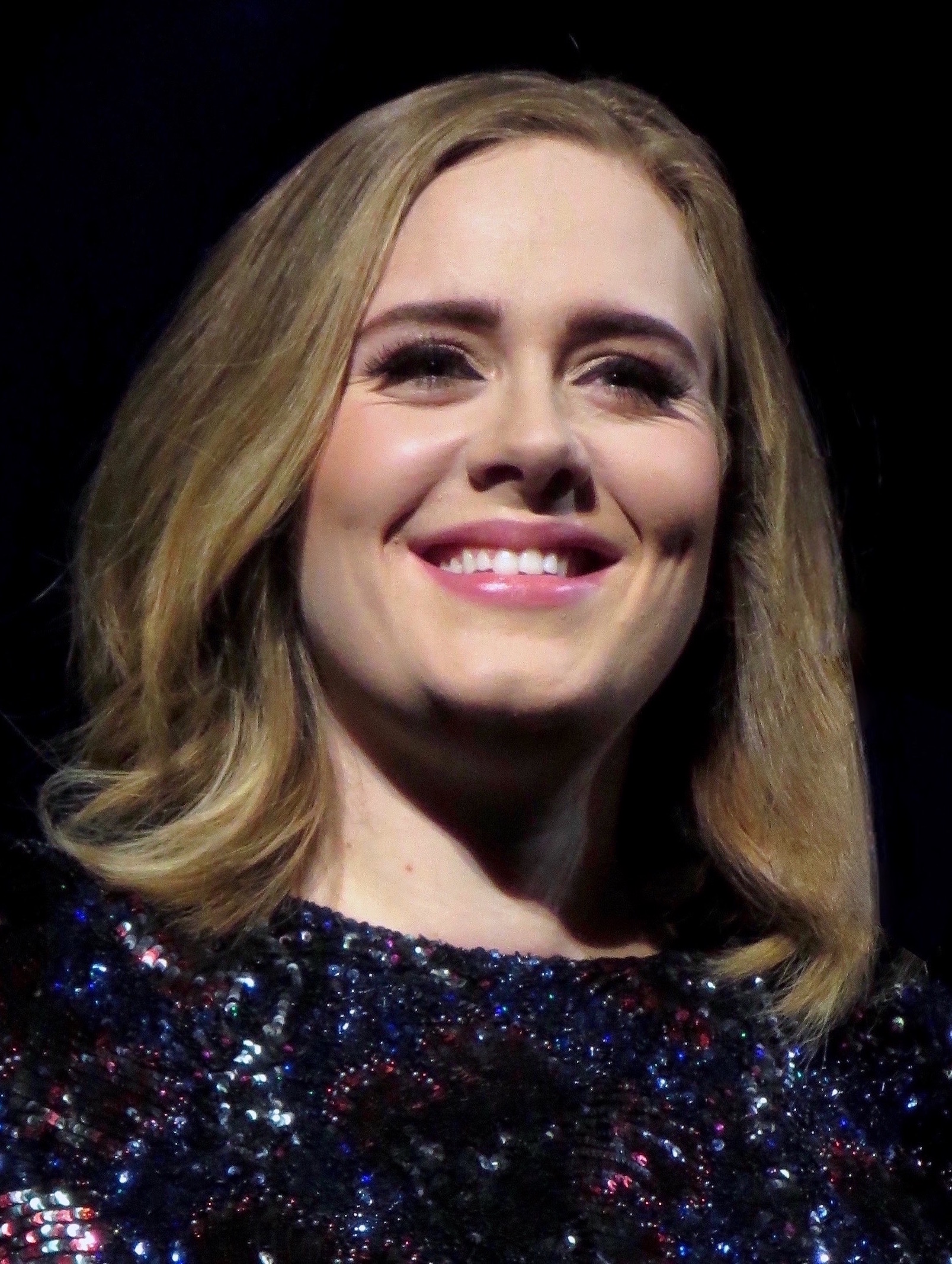
"Rolling in the Deep" e "Someone Like You" tornaram a britânica Adele a artista feminina com mais semanas não-consecutivas na primeira posição da Billboard Hot 100.

A lista dos singles número um na Billboard Hot 100 em 2011 foi publicada pela revista norte-americana Billboard, sendo que os dados são recolhidos pela Nielsen SoundScan, baseados em cada venda semanal física e digital, além da popularidade da canção nas rádios. Em 2011, catorze foram os singles que atingiram o topo da tabela nas 53 edições da revista.
Em 2011, nove artistas ganharam um primeiro single número um no Norte da América, nomeadamente Wiz Khalifa, Adele, Pitbull, Afrojack, Nayer, LMFAO, Lauren Bennett, GoonRock e Calvin Harris. Adele foi a artista feminina com mais semanas não-consecutivas na tabela, num total de doze, com dois singles na primeira posição, "Rolling in the Deep" e "Someone Like You".
"Firework" foi o primeiro número um do ano, pertencente a Katy Perry, cantora que liderou com mais outros dois singles "E.T." e "Last Friday Night (T.G.I.F.)", que somados resultam num total de nove semanas não-consecutivas. "We Found Love" de Rihanna com Calvin Harris foi a canção com mais semanas na liderança, com oito consecutivas, fechando o ciclo do ano. Outros singles com um número alargado de semanas no topo foram "Rolling in the Deep", que permaneceu sete semanas na primeira posição, "Born This Way" de Lady Gaga e "Party Rock Anthem" de LMAO com Lauren Bennett & GoonRock por seis semanas consecutivas, "E.T." e "Someone Like You" por cinco semanas consecutivas, e "Moves Like Jagger" de Maroon 5 e Christina Aguilera por quatro semanas consecutivas.
Outros destaques de 2011 nas publicações da Billboard Hot 100 incluem Rihanna, que com "We Found Love", tornou-se a sétima artista em 53 anos de história da revista a conseguir alcançar onze registos na liderança da tabela musical, empatando com a cantora Whitney Houston. Com esta música, a jovem conseguiu ainda quebrar o recorde de "Umbrella" com Jay-Z e "Love the Way You Lie" com Eminem, que estiveram sete semanas no topo. Katy Perry registou o recorde de primeira cantora e segunda artista no geral, seguindo-se a Michael Jackson, a conseguir colocar cinco singles do mesmo disco na liderança, em conjunto com "California Gurls" e "Teenage Dream", que chegaram à primeira posição no ano de 2010.

## Histórico

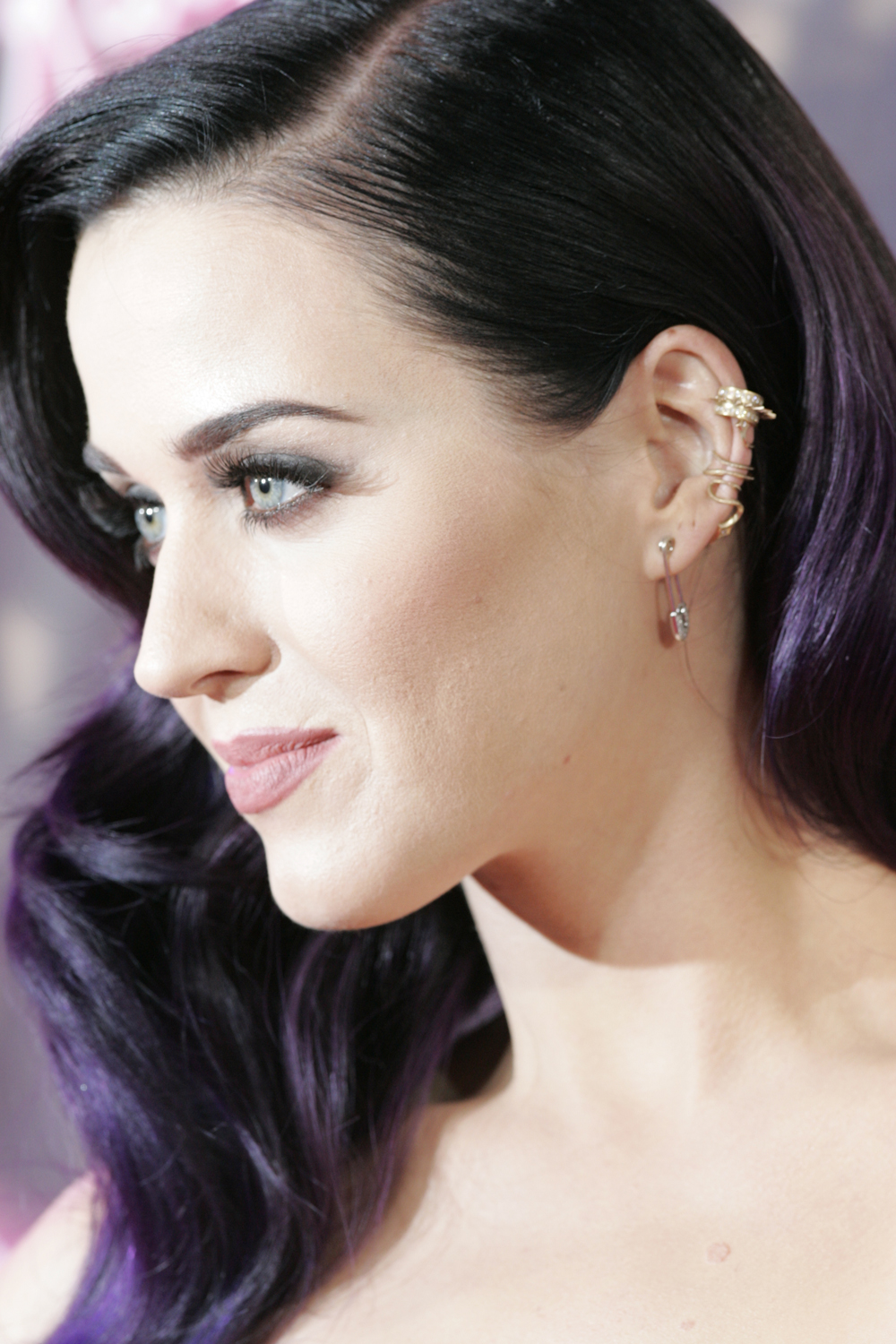
Com "Last Friday Night (T.G.I.F.)", Katy Perry converteu-se na primeira mulher e no segundo artista no geral, depois de Michael Jackson, a conseguir colocar cinco singles do mesmo álbum na liderança.

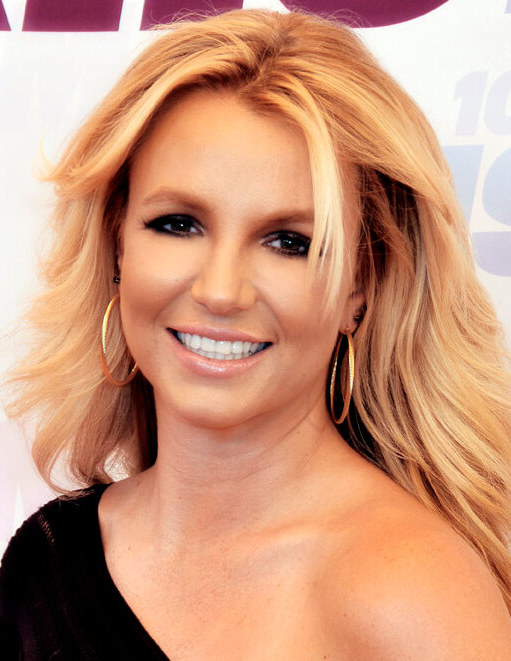
Com "Hold It Against Me", Britney Spears se tornou a primeira artista feminina a emplacar singles no topo da tabela durante as décadas de 1990, 2000 e 2010.

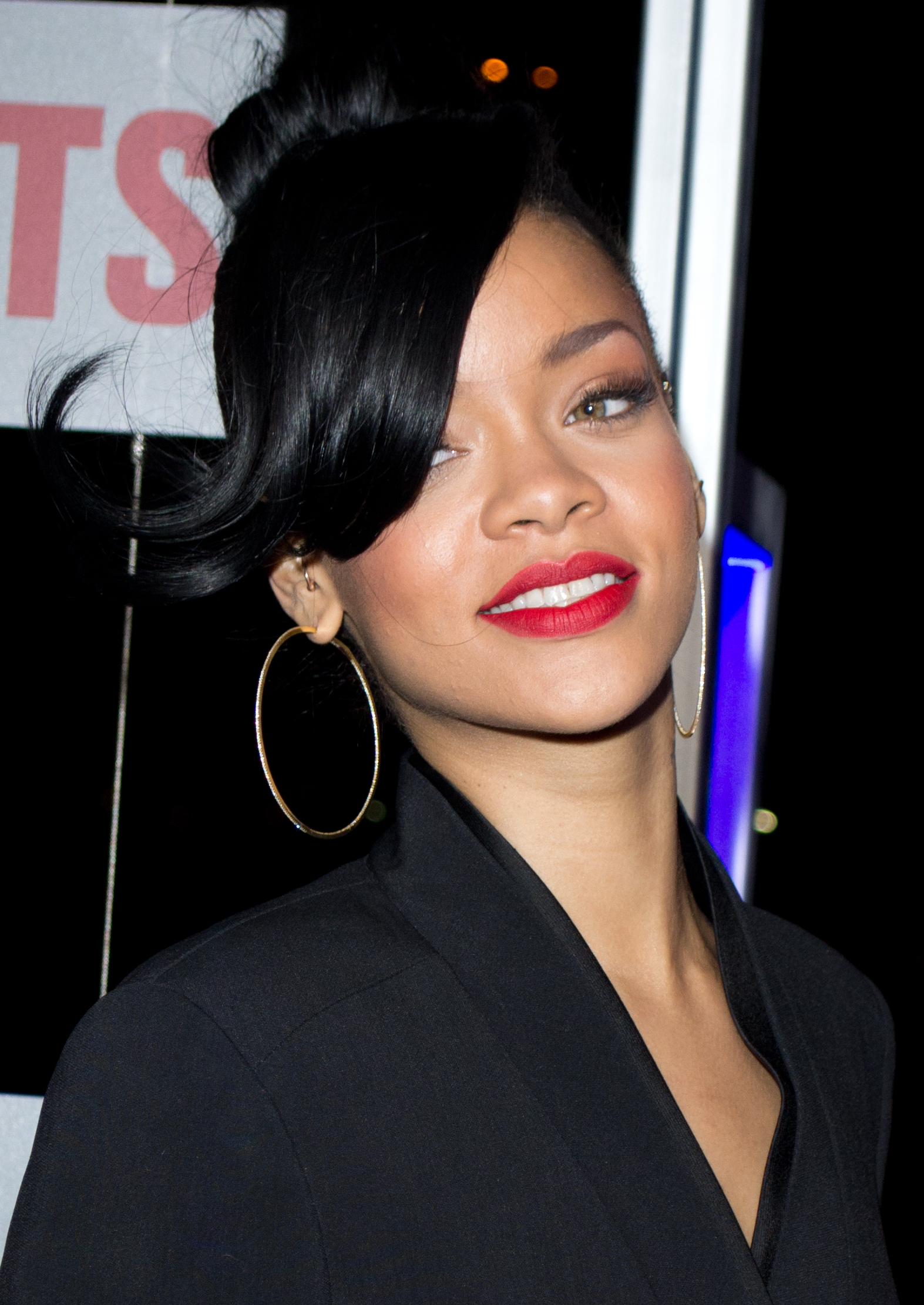
"We Found Love" permaneceu oito semanas consecutivas na primeira posição, tornando-se o décimo primeiro single da barbadense Rihanna a liderar na tabela musical.

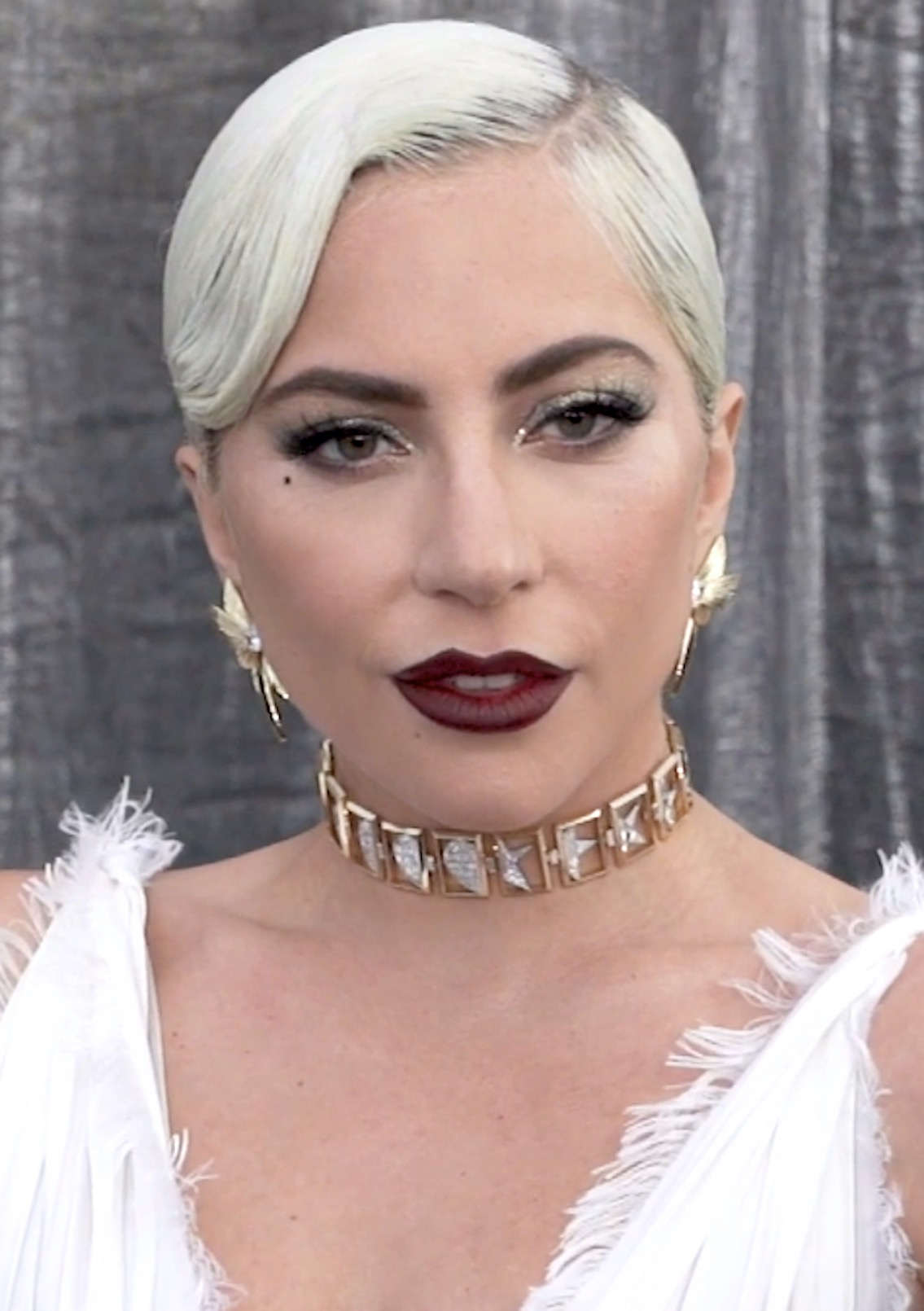
"Born This Way", de Lady Gaga, foi o milésimo single a chegar ao topo da tabela, permanecendo por seis semanas consecutivas.

| † | Indica o single recordista de vendas em 2011. |

| Data            | Canção                         | Artista(s)                          | Referência(s) |
| --------------- | ------------------------------ | ----------------------------------- | ------------- |
| 1 de janeiro    | "Firework"                     | Katy Perry                          | [ 5 ]         |
| 8 de janeiro    | "Grenade"                      | Bruno Mars                          | [ 6 ]         |
| 15 de janeiro   | "Firework"                     | Katy Perry                          | [ 7 ]         |
| 22 de janeiro   | "Grenade"                      | Bruno Mars                          | [ 8 ]         |
| 29 de janeiro   | "Hold It Against Me"           | Britney Spears                      | [ 9 ]         |
| 5 de fevereiro  | "Grenade"                      | Bruno Mars                          | [ 10 ]        |
| 12 de fevereiro | "Grenade"                      | Bruno Mars                          | [ 11 ]        |
| 19 de fevereiro | "Black and Yellow"             | Wiz Khalifa                         | [ 12 ]        |
| 26 de fevereiro | "Born This Way"                | Lady Gaga                           | [ 13 ]        |
| 5 de março      | "Born This Way"                | Lady Gaga                           | [ 14 ]        |
| 12 de março     | "Born This Way"                | Lady Gaga                           | [ 15 ]        |
| 19 de março     | "Born This Way"                | Lady Gaga                           | [ 16 ]        |
| 26 de março     | "Born This Way"                | Lady Gaga                           | [ 17 ]        |
| 2 de abril      | "Born This Way"                | Lady Gaga                           | [ 18 ]        |
| 9 de abril      | "E.T."                         | Katy Perry com Kanye West           | [ 19 ]        |
| 16 de abril     | "E.T."                         | Katy Perry com Kanye West           | [ 20 ]        |
| 23 de abril     | "E.T."                         | Katy Perry com Kanye West           | [ 21 ]        |
| 30 de abril     | "S&M"                          | Rihanna com Britney Spears          | [ 22 ]        |
| 7 de maio       | "E.T."                         | Katy Perry com Kanye West           | [ 23 ]        |
| 14 de maio      | "E.T."                         | Katy Perry com Kanye West           | [ 24 ]        |
| 21 de maio      | "Rolling in the Deep" †        | Adele                               | [ 25 ]        |
| 28 de maio      | "Rolling in the Deep" †        | Adele                               | [ 26 ]        |
| 4 de junho      | "Rolling in the Deep" †        | Adele                               | [ 27 ]        |
| 11 de junho     | "Rolling in the Deep" †        | Adele                               | [ 28 ]        |
| 18 de junho     | "Rolling in the Deep" †        | Adele                               | [ 29 ]        |
| 25 de junho     | "Rolling in the Deep" †        | Adele                               | [ 30 ]        |
| 2 de julho      | "Rolling in the Deep" †        | Adele                               | [ 31 ]        |
| 9 de julho      | "Give Me Everything"           | Pitbull com Ne-Yo, Afrojack e Nayer | [ 32 ]        |
| 16 de julho     | "Party Rock Anthem"            | LMFAO com Lauren Bennett e GoonRock | [ 33 ]        |
| 23 de julho     | "Party Rock Anthem"            | LMFAO com Lauren Bennett e GoonRock | [ 34 ]        |
| 30 de julho     | "Party Rock Anthem"            | LMFAO com Lauren Bennett e GoonRock | [ 35 ]        |
| 6 de agosto     | "Party Rock Anthem"            | LMFAO com Lauren Bennett e GoonRock | [ 36 ]        |
| 13 de agosto    | "Party Rock Anthem"            | LMFAO com Lauren Bennett e GoonRock | [ 37 ]        |
| 20 de agosto    | "Party Rock Anthem"            | LMFAO com Lauren Bennett e GoonRock | [ 38 ]        |
| 27 de agosto    | "Last Friday Night (T.G.I.F.)" | Katy Perry                          | [ 3 ]         |
| 3 de setembro   | "Last Friday Night (T.G.I.F.)" | Katy Perry                          | [ 39 ]        |
| 10 de setembro  | "Moves Like Jagger"            | Maroon 5 com Christina Aguilera     | [ 40 ]        |
| 17 de setembro  | "Someone Like You"             | Adele                               | [ 41 ]        |
| 24 de setembro  | "Moves Like Jagger"            | Maroon 5 com Christina Aguilera     | [ 42 ]        |
| 1 de outubro    | "Moves Like Jagger"            | Maroon 5 com Christina Aguilera     | [ 43 ]        |
| 8 de outubro    | "Moves Like Jagger"            | Maroon 5 com Christina Aguilera     | [ 44 ]        |
| 15 de outubro   | "Someone Like You"             | Adele                               | [ 45 ]        |
| 22 de outubro   | "Someone Like You"             | Adele                               | [ 46 ]        |
| 29 de outubro   | "Someone Like You"             | Adele                               | [ 47 ]        |
| 5 de novembro   | "Someone Like You"             | Adele                               | [ 48 ]        |
| 12 de novembro  | "We Found Love"                | Rihanna com Calvin Harris           | [ 1 ]         |
| 19 de novembro  | "We Found Love"                | Rihanna com Calvin Harris           | [ 49 ]        |
| 26 de novembro  | "We Found Love"                | Rihanna com Calvin Harris           | [ 50 ]        |
| 3 de dezembro   | "We Found Love"                | Rihanna com Calvin Harris           | [ 51 ]        |
| 10 de dezembro  | "We Found Love"                | Rihanna com Calvin Harris           | [ 52 ]        |
| 17 de dezembro  | "We Found Love"                | Rihanna com Calvin Harris           | [ 53 ]        |
| 24 de dezembro  | "We Found Love"                | Rihanna com Calvin Harris           | [ 54 ]        |
| 31 de dezembro  | "We Found Love"                | Rihanna com Calvin Harris           | [ 2 ]         |